# Nobile-Gletscher
Der Nobile-Gletscher ist ein Gletscher an der Danco-Küste des Grahamlands im Norden der Antarktischen Halbinsel. Er mündet in den südöstlichen Teil der Recess Cove, einer Nebenbucht der Charlotte Bay an der Gerlache-Straße.
Teilnehmer der Belgica-Expedition (1897–1899) unter der Leitung des belgischen Polarforschers Adrien de Gerlache de Gomery kartierten ihn. Das UK Antarctic Place-Names Committee benannte ihn 1960 nach dem italienischen Luftfahrtpionier Umberto Nobile (1885–1978), der insbesondere für seine Polarfahrten mit halbstarren Luftschiffen in den 1920er Jahren bekannt ist.